# Arctosa variana
Arctosa variana là một loài nhện trong họ Lycosidae.
Loài này thuộc chi Arctosa. Arctosa variana được Carl Ludwig Koch miêu tả năm 1847.